# Formula TT 1981
Die Formula-TT-Saison 1981 war die fünfte in der Geschichte der Formula TT und wurde von der Fédération Internationale de Motocyclisme als offizielle Weltmeisterschaft ausgeschrieben.
In allen drei Klassen wurden zwei Rennen ausgetragen.

## Punkteverteilung
| Punktewertung | Punktewertung | Punktewertung | Punktewertung | Punktewertung | Punktewertung | Punktewertung | Punktewertung | Punktewertung | Punktewertung | Punktewertung |
| ------------- | ------------- | ------------- | ------------- | ------------- | ------------- | ------------- | ------------- | ------------- | ------------- | ------------- |
| Platz         | 1             | 2             | 3             | 4             | 5             | 6             | 7             | 8             | 9             | 10            |
| Punkte        | 15            | 12            | 10            | 8             | 6             | 5             | 4             | 3             | 2             | 1             |

In die Wertung kamen alle erzielten Resultate.

## Wissenswertes
- Die Formula TT wurde 1981 letztmals in drei Klassen ausgeschrieben.
  - In der TT-F1-Klasse waren Viertakter von 600 bis 1000 cm³ Hubraum und Zweitakter mit Hubräumen von 350 bis 500 cm³ erlaubt.
  - In der TT-F2-Klasse waren Viertakter von 400 bis 600 cm³ Hubraum und Zweitakter mit Hubräumen von 250 bis 350 cm³ erlaubt.
  - In der TT-F3-Klasse waren Viertakter von 200 bis 400 cm³ Hubraum und Zweitakter mit Hubräumen von 125 bis 250 cm³ erlaubt.
- Phil Mellor erhielt für seinen Sieg beim F2-Rennen des Ulster Grand Prix keine WM-Punkte, da er bei der Isle of Man TT disqualifiziert worden war.

## TT-F1-Klasse

### Rennergebnisse
|   | Rennen                | Strecke         | Platz 1       | Platz 2       | Platz 3     |
| - | --------------------- | --------------- | ------------- | ------------- | ----------- |
| 1 | 63. Isle of Man TT    | Mountain Course | Graeme Crosby | Ron Haslam    | Joey Dunlop |
| 2 | 52. Ulster Grand Prix | Dundrod         | Ron Haslam    | Graeme Crosby | Mick Grant  |

### Fahrerwertung
| 1 | Graeme Crosby  | Suzuki | 27 |
| 2 | Ron Haslam     | Honda  | 27 |
| 3 | Joey Dunlop    | Honda  | 16 |
| 4 | John Newbold   | Suzuki | 16 |
| 5 | Mick Grant     | Suzuki | 10 |
| 6 | Sam McClements | Suzuki | 10 |
| 7 | Alex George    | Honda  | 6  |

| 8  | Gary Lingham     | Kawasaki | 5 |
| 9  | Alan Jackson sr. | Suzuki   | 4 |
| 10 | Stan Woods       | Honda    | 3 |
|    | Graeme McGregor  | Honda    | 3 |
| 12 | Chas Mortimer    | Kawasaki | 2 |
|    | Asa Moyce        | Kawasaki | 2 |
| 14 | Frank Rutter     | Honda    | 1 |

## TT-F2-Klasse

### Rennergebnisse
|   | Rennen                | Strecke         | Platz 1     | Platz 2     | Platz 3          |
| - | --------------------- | --------------- | ----------- | ----------- | ---------------- |
| 1 | 63. Isle of Man TT    | Mountain Course | Tony Rutter | Phil Odlin  | Charlie Williams |
| 2 | 52. Ulster Grand Prix | Dundrod         | Phil Mellor | Tony Rutter | Phil Odlin       |

### Fahrerwertung
| 1 | Tony Rutter      | Ducati | 27 |
| 2 | Phil Odlin       | Honda  | 22 |
| 3 | Charlie Williams | Yamaha | 10 |
| 4 | Bob Jackson      | Yamaha | 10 |
| 5 | Dave Mason       | Honda  | 10 |
| 6 | George Fogarty   | Ducati | 8  |
| 7 | Geoff Johnson    | Yamaha | 6  |
|   | Eddie Roberts    | Ducati | 6  |

| 9  | Hans-Otto Butenuth | Ducati   | 4 |
|    | Billy Hill         | Honda    | 4 |
| 11 | Graham Bentman     | Honda    | 3 |
|    | Neil Tuxworth      | Yamaha   | 3 |
| 13 | Mike Kneen         | Honda    | 2 |
| 14 | Peter Davies       | Laverda  | 1 |
|    | David Gordon       | Kawasaki | 1 |

## TT-F3-Klasse

### Rennergebnisse
|   | Rennen                | Strecke         | Platz 1     | Platz 2        | Platz 3        |
| - | --------------------- | --------------- | ----------- | -------------- | -------------- |
| 1 | 63. Isle of Man TT    | Mountain Course | Barry Smith | Dave Raybon    | Denis Casement |
| 2 | 52. Ulster Grand Prix | Dundrod         | Barry Smith | Denis Casement | Bill Smith     |

### Fahrerwertung
| 1 | Barry Smith     | Yamaha             | 30 |
| 2 | Denis Casement  | Yamaha             | 22 |
| 3 | Dave Raybon     | Yamaha             | 17 |
| 4 | Jimmy Miller    | Aermacchi          | 13 |
| 5 | Bill Smith      | Honda              | 10 |
| 6 | Richard Hunter  | Yamaha             | 8  |
| 7 | Denis Gallagher | Aermacchi / Yamaha | 8  |
| 8 | Dave Arnold     | Aermacchi          | 6  |

| 9  | Malcolm Wheeler | Aermacchi | 4   |
|    | Stephen Murrey  | Yamaha    | 4   |
| 11 | John Stephens   | Honda     | 3   |
|    | David Smith     | Yamaha    | 3   |
| 13 | Ronald Niven    | Aermacchi | 2   |
| 14 | Mal Kirwan      | Honda     | 1   |
| 15 | Paul Barrett    | Aermacchi | 0,5 |
|    | Derek Mortimer  | Yamaha    | 0,5 |